# Augsburger Frühjahrsausstellung
Die Augsburger Frühjahrsausstellung (kurz afa) ist eine jährlich stattfindende Verbrauchermesse auf dem Augsburger Messegelände und zählt zu den führenden Messen dieser Art in Süddeutschland. Im Jahr 2020 wurden 59.700 Besucher und 512 Aussteller gezählt. 
Veranstalter der Augsburger Frühjahrsausstellung ist die AFAG Messen und Ausstellungen GmbH aus Nürnberg. Zu den Ausstellern zählen Unternehmen, die sich mit den Themen Bauen und Wohnen sowie Ernährung und Gesundheit beschäftigen. Des Weiteren werden auch Sonderthemen gezeigt. 

## Geschichte
Die erste Augsburger Frühjahrsausstellung fand im Jahre 1948 in einigen Räumen der zivil genutzten Hindenburgkaserne an der Gögginger Straße als Leistungsschau der lokalen Industrie und des Handwerks statt. Bis 1987 hatte die Augsburger Frühjahrsausstellung im Wittelsbacher Park ihren angestammten Platz. Dort wurden von 1951 bis 1954 Zelthallen neben dem damaligen „Ludwigsbau“ (seit 1972 Kongresshalle bzw. seit 2012 Kongress am Park) aufgebaut. Wegen Platzmangel zog die afa ab 1955 in den südöstlichen Parkteil mit seiner großen Freifläche um. 1988 wurde das neue Augsburger Messegelände eröffnet und nahm die Frühjahrsausstellung auf.